# Damocloide
En astronomía, los damocloides son objetos planetoidales que siguen una órbita cometaria y pueden tener dos orígenes diferentes, la nube de  Hills o la nube de Oort. 
Por un lado, algunos de ellos son núcleos de cometas muertos que han perdido su contenido en material volátil después de acercarse al Sol en repetidas ocasiones. Por otro lado, se sabe que otros damocloides son asteroides que hace unos cuatro mil millones de años fueron expulsados por la gravedad de los planetas gigantes hasta zonas más externas del sistema solar, terminando así en órbitas de tipo cometario. Solo se han identificado ochenta y ocho damocloides en el sistema solar, frente al más de medio millón de asteroides que han sido observados y catalogados.
Los damocloides son llamados así porque su arquetipo es el asteroide (5335) Damocles, un núcleo inactivo de cometa de período largo de la familia Halley con órbita muy excéntrica y periodo muy largo. El 26 de febrero de 2012 se descubrió el mayor de todos los asteroides damocloides, llamado 2012 DR30, con un diámetro de 185 km, enorme comparado con el diámetro típico de estos cuerpos de sólo 8 km.
- Datos: Q1621992